# Mudá
Mudá es un municipio y localidad española de la provincia de Palencia, en la comunidad autónoma de Castilla y León.

## Geografía

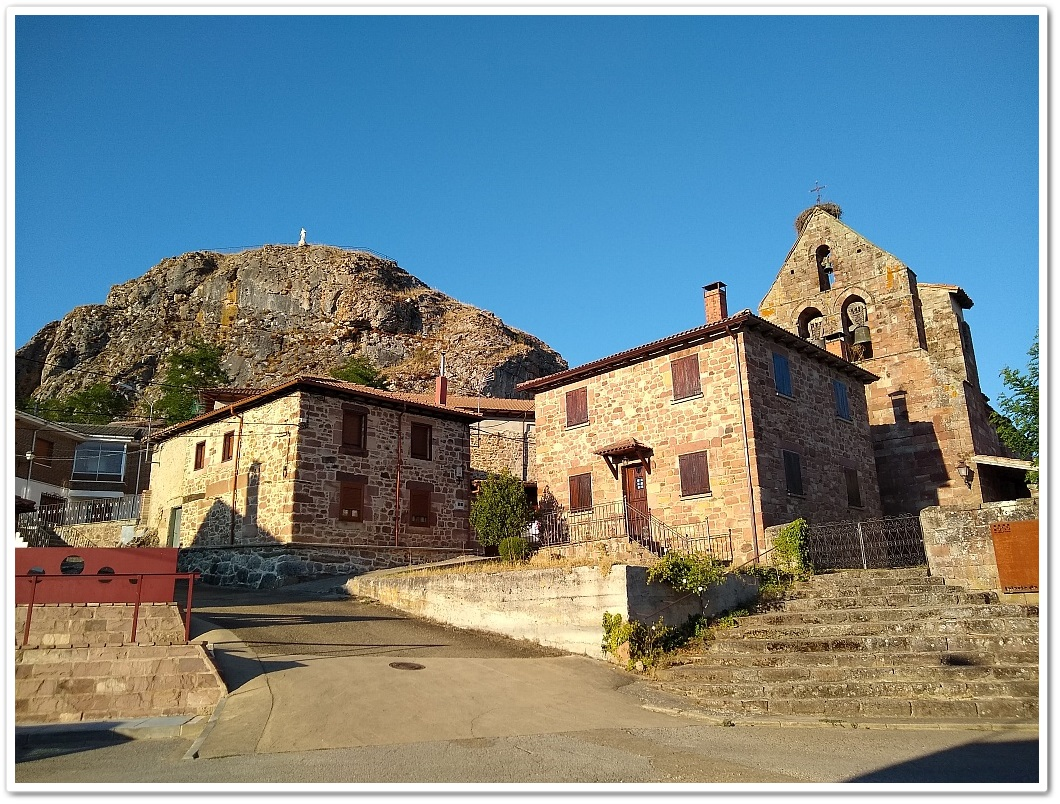
Vista desde el pueblo

- Junto con al municipio de San Cebrián de Mudá forma el espacio natural denominado Valle de Mudá.
- Cuenta con una superficie de 6,81 km², aunque posee terreno común con el vecino del norte, San Cebrián de Mudá con el que comparte monte Ciruelo y la Sierra.
- Limita al norte con San Cebrián de Mudá, al oeste con Vergaño y Vallespinoso de Cervera, al sur con Rueda y al este con Salinas de Pisuerga y Monasterio.
- Está bañado por los arroyos de la Pradera y de los Molinos,formando dentro de su núcleo principal el arroyo de Mudá.
- A pocos metros de la Iglesia se encuentra una peña de gran tamaño y forma redonda, con un mirador en su parte alta desde donde se puede divisar el pueblo y sus alrededores.

## Historia

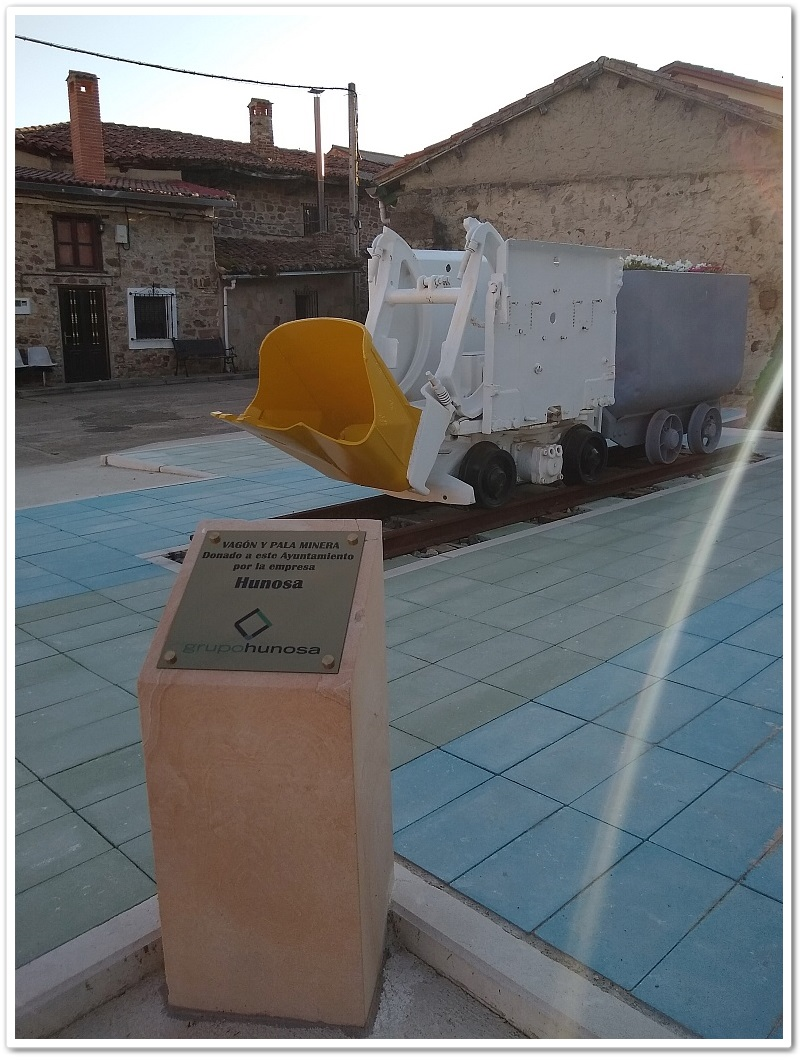
Vagón y pala minera

Parece que es el topónimo o nombre del lugar de Mudá se refiere a la Muga, mojón o frontera en la época prerromana en clara referencia a la peña denominada “el humano” y su mirador que predomina sobre todo el caserío urbano.
La localidad de Mudá se erigió en fortaleza y acomodo de visigodos tras finalizar las invasiones de los pueblos cántabros y suevos de finales del siglo V y en el VI. Durante la repoblación de principios del siglo IX de Alfonso II el Casto, fue repoblada esta zona palentina para gentes llegadas de Cantabria y Asturias. Mudá fue centro político de la zona hasta el año 811 incluida Cervera de Pisuerga.3.	(Faustino Narganes Quijano: “Historia, Administración, Producción, Población y ordenanzas de Mudá y San Cebrián de Mudá).
Con el nombre de Mudave o Mudá se encuentra una referencia del año 1059, en un privilegio otorgado por Fernando I. Posteriormente, diversos documentos señalan que pertenecía a la abadía de Lebanza, con la presencia de condes subordinados a los de Piedras Negras y Cervera. Desde el siglo XIII forma parte del dominio de Santa María la Real de Aguilar de Campoo.

## Demografía

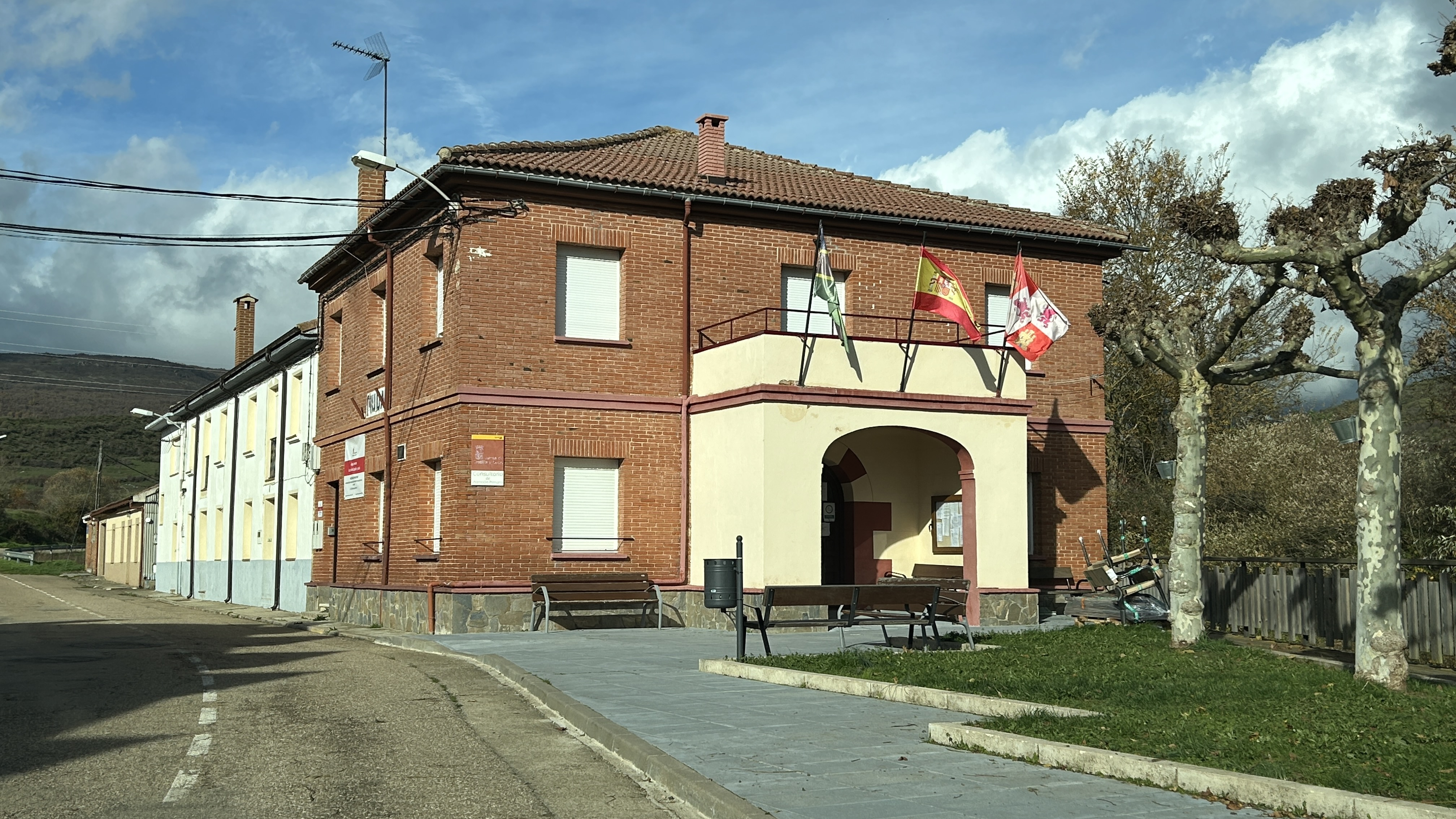
Casa consistorial

Cuenta con una población de 80 habitantes (INE 2024).
| Gráfica de evolución demográfica de Mudá entre 1842 y 2021                                                            |
| |
| Población de derecho según los censos de población del INE. Población de hecho según los censos de población del INE. |

## Economía
La principal fuente de riqueza la constituyó tradicionalmente la minería de carbón, en una explotación que comenzó a finales del siglo XIX y finalizó a mediados de los años 80 del pasado siglo, ocupando a la mayoría de la población de la zona. Desde los años 60 hubo un gran flujo migratorio de las personas que pretendían otro trabajo al margen de la minería, principalmente hacia el País Vasco y hacia Madrid.  Actualmente las minas se encuentran cerradas. Se prevé la futura expansión turística e industrial mediante la creación de un anillo empresarial dedicado al sector de la máquina herramienta. También en el ámbito de las energías renovables se prevé la creación de una planta para la producción de biodiésel.
En los últimos años se han promocionado actividades de turismo rural, con tres casas rurales, un hostal y el denominado Ciclo-Raíl, que aprovecha un antiguo ferrocarril de las antiguas minas.

## Patrimonio

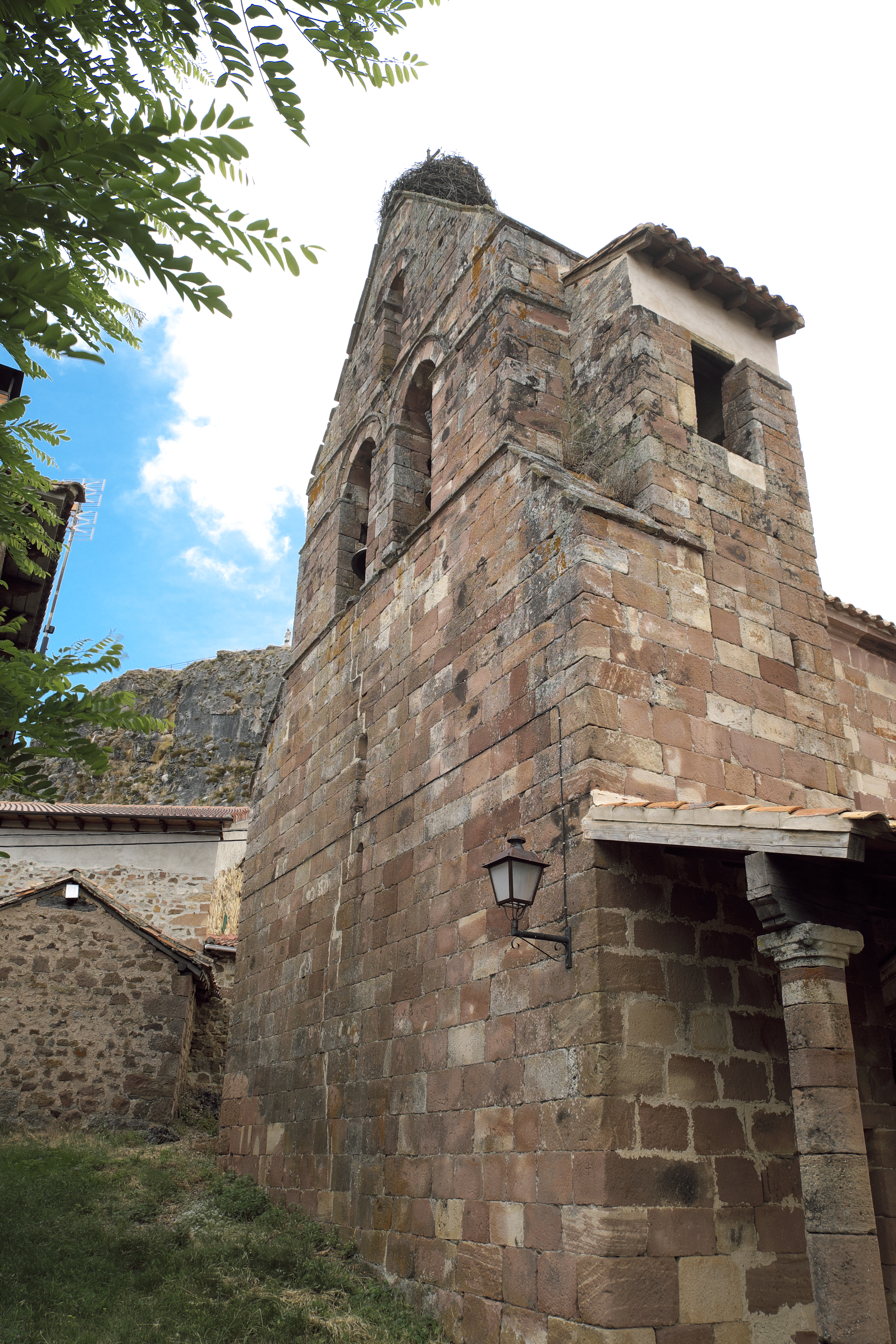
San Martín de Mudá

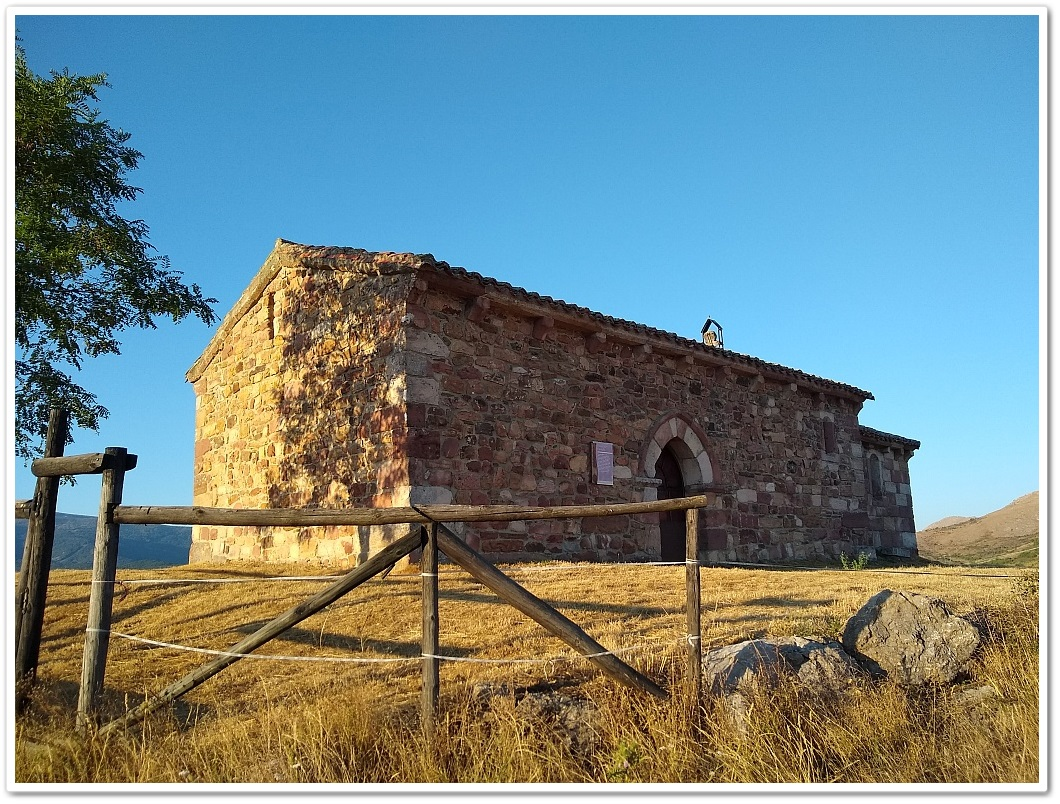
Ermita del Oteruelo

- Iglesia de San Martín. Esta iglesia, parroquial de la localidad, se remodeló completamente en el siglo XVI, aunque conserva restos de su primitiva fábrica románica, por lo que se incluye dentro del conjunto del Románico Norte.[3] Fue sometida a una restauración integral en 2007 dentro del Plan de Intervención del Románico Norte de la Junta de Castilla y León.
- Ermita del Oteruelo. Pequeño edificio románico de factura muy popular que pese a ser un testimonio constructivo muy humilde y de escasa entidad arquitectónica posee importancia histórica y patrimonial pues se remonta a las primeras décadas del siglo XIII.[1]